# Intel 8251

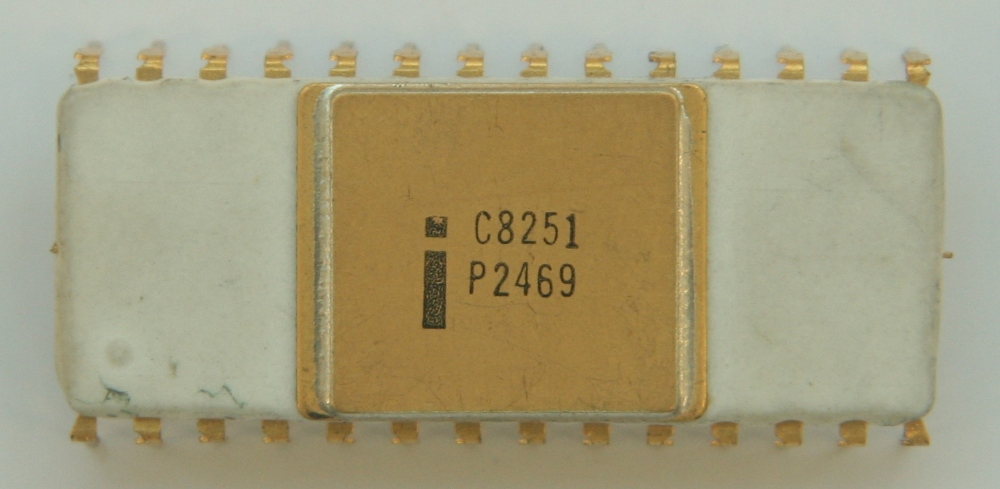
Intel C8251

El chip controlador Intel 8251 o USART 8251, és un receptor/transmissor síncron/asincrònic universal (USART) empaquetat en un DIP de 28 pins fabricat per Intel. Normalment s'utilitza per a la comunicació en sèrie i té una taxa de rellotge de fins 19.2 kilobits per segon.
Normalment es confon amb el 8250 UART molt més comú que es va popularitzar com a port sèrie a l'ordinador personal d'IBM, tot i que per a millors prestacions calia un Zilog SCC, que permet protocols de capa d'enllaç de dades com Bisync, HDLC i SDLC o fins i tot la xarxa local del Macintosh.

## Descripció
Inclou 5 blocs operatius:
- Lògica de control de lectura/escriptura
- transmissor
- receptor
- sistema de bus de dades
- control de mòdem

## Variants
| Número de model | Interval de temperatura | Data de llançament | Preu (USD)   |
| --------------- | ----------------------- | ------------------ | ------------ |
| ID8251          | Industrial              | Març/abril de 1979 | 25,10 dòlars |
| 8251A           | Comercial               | Maig/juny de 1980  | 6,40 dòlars  |

1. ↑  100+

## Usos coneguts
L'Intel 8251A es va utilitzar a l'Intel SDK-86 MCS-86 System Design Kit, al IBM System/23 Datamaster i al terminal d'impressió DEC LA120. El dispositiu també s'utilitza a la interfície IC-10 RS-232 per a ràdios Kenwood HAM com TS-440S, TS-711, TS-811 i molts altres.